# دوري زنجبار الممتاز 2015–16
دوري زنجبار الممتاز 2015–16 (بالإنجليزية: 2015–16 Zanzibar Premier League)‏ هو موسم من دوري زنجبار الممتاز. فاز فيه Zimamoto F.C. ‏.